# نوریو (روستا)
نوریو (به لاتین: Norio) یک منطقهٔ مسکونی در گرجستان است که در شهرداری گاردابانی واقع شده‌است. نوریو ۳٬۷۵۶ نفر جمعیت دارد.